# مارثا كوليدج
مارثا كوليدج (بالإنجليزية: Martha Coolidge)‏ (و. 1946 – م) هي منتجة أفلام، ومخرجة سينمائية، ومونتيرة، وكاتبة سيناريو من الولايات المتحدة الأمريكية ولدت في نيو هيفن، كونيتيكت.

## التعليم
تعلمت في كلية رود أيلاند للتصميم، ومدرسة تيش العليا للفنون.

## روابط خارجية
- مارثا كوليدج على موقع IMDb (الإنجليزية)
- مارثا كوليدج على موقع الموسوعة البريطانية (الإنجليزية)
- مارثا كوليدج على موقع ألو سيني (الفرنسية)
- مارثا كوليدج على موقع أول موفي (الإنجليزية)
- مارثا كوليدج على موقع بوكس أوفيس موجو (الإنجليزية)
- مارثا كوليدج على موقع قاعدة بيانات الأفلام السويدية (السويدية)
- مارثا كوليدج على موقع إن إن دي بي (الإنجليزية)
- مارثا كوليدج على موقع قاعدة بيانات الفيلم (الإنجليزية)
- مارثا كوليدج على موقع كينوبويسك (الروسية)